# Unity Mitford
Unity Valkyrie Freeman-Mitford (Londra, 8 agosto 1914 – Oban, 28 maggio 1948) è stata una nobildonna inglese.
Membro della famiglia Mitford, cognata di Oswald Mosley (leader dell'Unione Britannica dei Fascisti), visse per un periodo in Germania entrando nella cerchia personale di Adolf Hitler.

## Biografia
Era la quinta dei sette figli (di cui sei femmine) di David Freeman-Mitford, II barone Redesdale, e di sua moglie, Sydney Bowles, figlia di Thomas Gibson Bowles. È stata concepita nella località di Swastika, in Ontario, dove la sua famiglia aveva delle miniere d'oro. Lei e i suoi fratelli vissero all'Astonhall Manor ad Asthall, nell'Oxfordshire, e Unity fu educata alla St Margaret's School, a Bushey.
Sua sorella minore, Jessica, con cui divideva la camera da letto, era una comunista dedita. Le due disegnarono una linea di gesso nel mezzo per dividere la stanza. La parte di Jessica era decorata con falce e martello e immagini di Vladimir Lenin, mentre quella di Unity era decorata con svastiche e immagini di Adolf Hitler.

### Esordio in società
Unity esordì nel 1932. Nello stesso anno la sorella maggiore Diana lasciò il marito per intraprendere una relazione con Oswald Mosley, che aveva appena fondato l'Unione Britannica dei Fascisti. Il padre era furioso per la disgrazia e proibiva a qualsiasi membro della famiglia di vedere Diana o The Man Mosley, come lo definiva lui. Unity disobbedì e incontrò Mosley quell'estate a una festa organizzata da Diana dove le era stato promesso un distintivo del partito.
Unity e Diana si recarono in Germania come parte della delegazione britannica della Unione Britannica dei Fascisti al Raduno di Norimberga del 1933, vedendo Hitler per la prima volta. A differenza della sorella e del cognato, Unity non ammirava il fascismo italiano e detestava Mussolini, ma fu immediatamente folgorata da Hitler e dal nazionalsocialismo.

### Arrivo in Germania
Unity tornò in Germania nell'estate del 1934, iscrivendosi a una scuola di lingue a Monaco vicino al quartier generale del partito nazista.

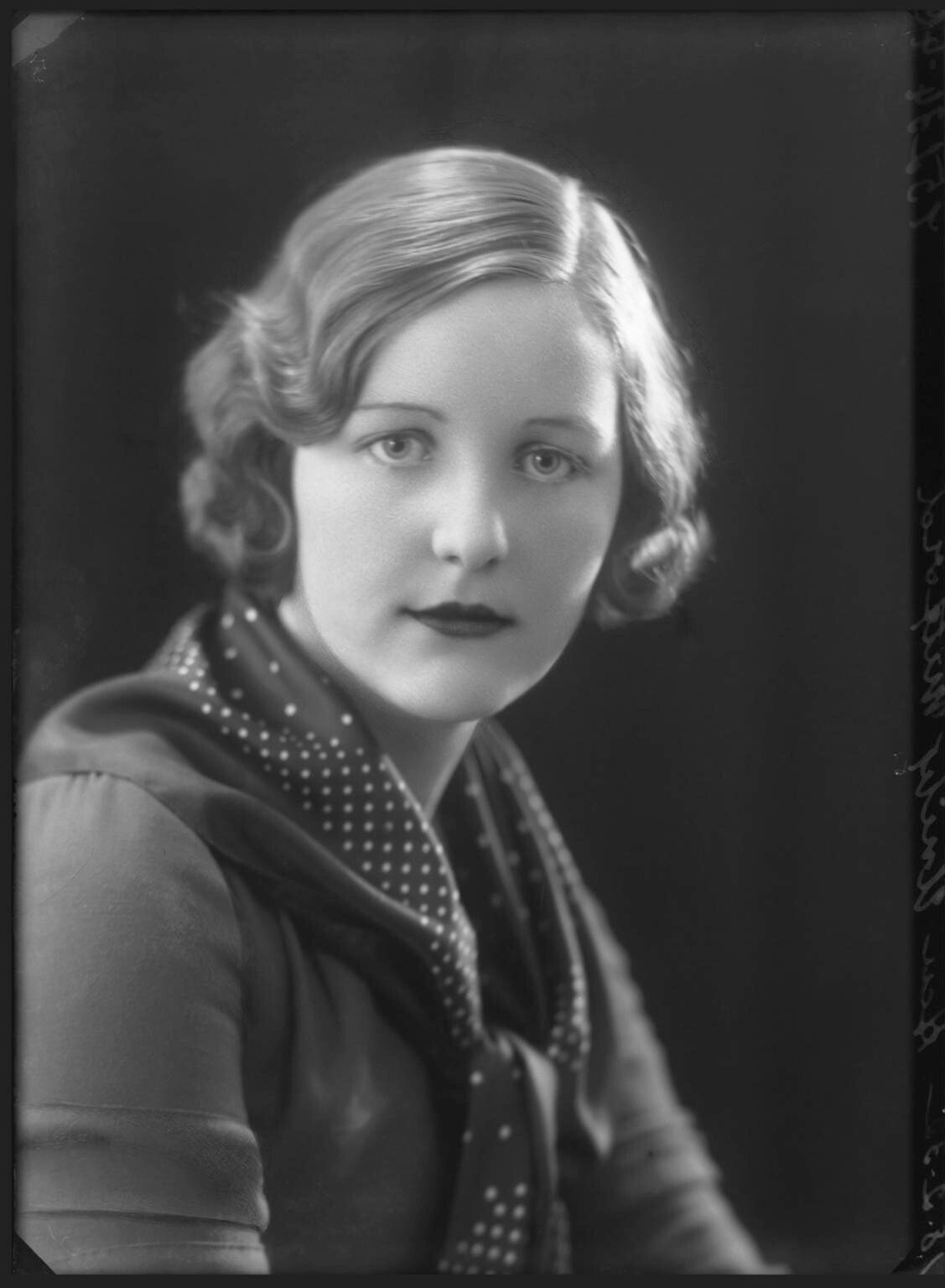
Unity Mitford nel 1932

Dopo dieci mesi, Hitler la invitò al suo tavolo, dove parlarono per oltre 30 minuti. Hitler si era anche innamorato della giovane studentessa bionda britannica. Fu colpito dai suoi curiosi legami con la cultura germanica incluso il suo secondo nome, Valkyrie, e la località dove era stata concepita, Swastika. Il nonno di Mitford, Algernon Freeman-Mitford, era stato un amico di Richard Wagner, uno degli idoli di Hitler, e aveva tradotto le opere di Houston Stewart Chamberlain, un altro idolo di Hitler. Unity, successivamente, ricevette inviti ai raduni di partito e cerimonie di stato, ed è stata descritta da Hitler come "un perfetto esemplare di femminilità ariana".
Hitler e Mitford si avvicinarono, rendendo gelosa la sua nuova fidanzata, Eva Braun. La Braun riacquistò l'attenzione di Hitler dopo un tentativo di suicidio e Unity apprese da ciò che erano necessarie spesso misure disperate per catturare l'attenzione del Führer.
Unity partecipò al festival della Gioventù Hitleriana a Hasselberg con l'amico di Hitler, Julius Streicher, dove tenne un discorso virulentemente antisemita. In seguito ripeté questi sentimenti in una lettera aperta al giornale di Streicher, Der Stürmer, che recitava: Gli inglesi non hanno idea del pericolo ebraico, i nostri peggiori ebrei lavorano solo dietro le quinte, pensiamo con gioia al giorno in cui saremo in grado di dire l'Inghilterra per l'inglese! Fuori con gli ebrei! Heil Hitler! P.S.: per favore pubblica il mio nome per intero, voglio che tutti sappiano che odio gli ebrei'. La lettera provocò indignazione pubblica in Gran Bretagna, ma Hitler la ricompensò con un distintivo inciso a forma di svastica dorata, un palco privato alle Olimpiadi di Berlino del 1936 e un giro in Mercedes al Festival di Bayreuth.

### All'interno della cerchia hitleriana

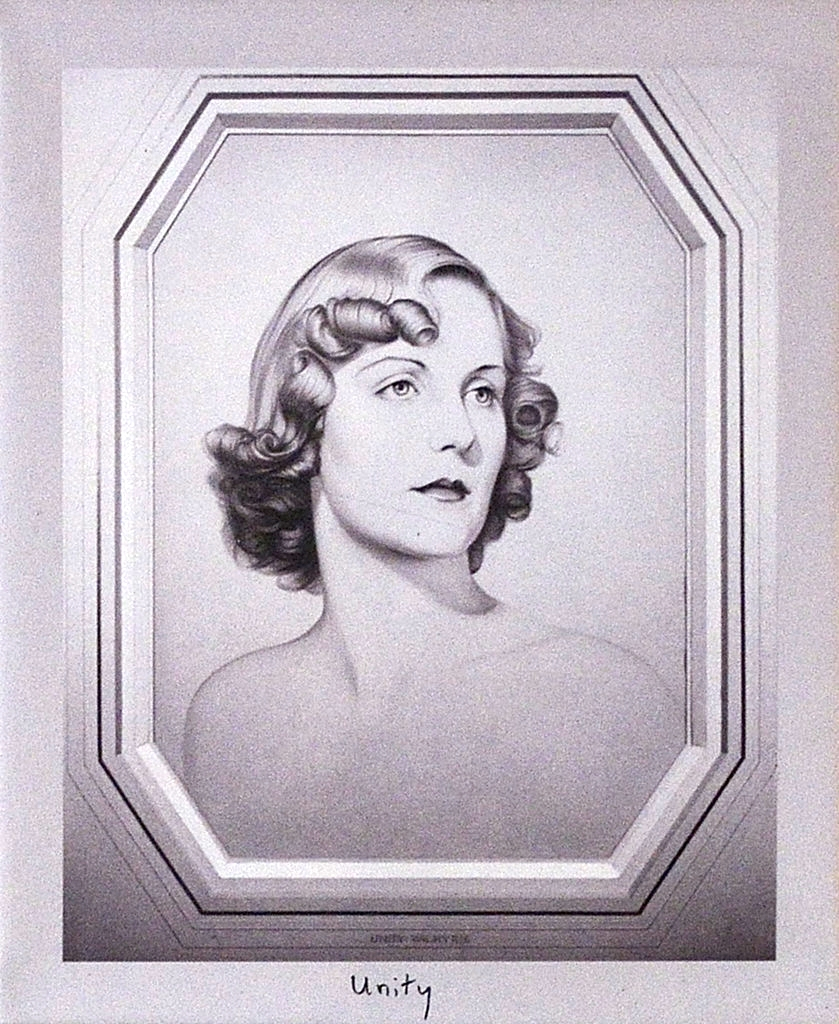
Ritratto di Unity Mitford

Da quel momento in poi, Unity fu inserita nella cerchia ristretta di Hitler e rimase con lui per cinque anni. Quando Hitler annunciò l'Anschluss nel 1938, apparve con lui sul balcone di Vienna. In seguito fu arrestata a Praga per aver distribuito volantini di propaganda nazista. Nel 1938, Hitler le fece scegliere tra quattro appartamenti a Monaco. Si dice che Mitford abbia poi visitato l'appartamento di una coppia ebrea e che la visitò per discutere i suoi progetti di decorazione e di design, mentre la coppia, prossima a essere deportata, stava ancora piangendo in cucina. Immediatamente prima di questo, aveva vissuto nella casa di Erna Hanfstaengl, sorella del primo ammiratore di Hitler e confidente Ernst Hanfstaengl, ma gli fu ordinato di andarsene quando Hitler si arrabbiò con gli Hanfstaengl. Secondo una voce diffusa, Unity avrebbe avuto un figlio da Hitler, ma ciò non è mai stato provato.
Molti importanti nazisti erano anche sospettosi della relazione tra Unity e il loro Führer. A Berghof Unity discusse di un'eventuale alleanza tra Germania e Gran Bretagna con Hitler, arrivando a fornire liste di potenziali sostenitori e nemici.

### Tentativo di suicidio
Al Festival di Bayreuth del 1939, Hitler avvertì Unity e sua sorella Diana che la guerra con la Gran Bretagna era inevitabile in poche settimane e sarebbero dovute tornare a casa. Diana tornò in Inghilterra, mentre Unity decise di rimanere in Germania, sebbene la sua famiglia le avesse inviato delle richieste perché tornasse. La mattina del 3 settembre visitò Adolf Wagner, Gauleiter di Monaco di Baviera, per chiedere se sarebbe stata detenuta come prigioniera politica, ricevendo assicurazioni da Wagner che non l'avrebbe fatto. 

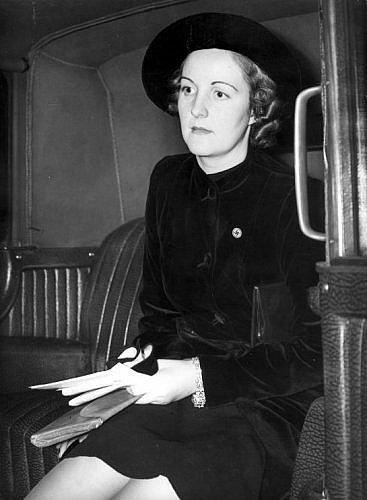
Unity Mitford (1938)

Preoccupato per il suo comportamento, le assegnò due uomini per seguirla, ma riuscì a scrollarseli di dosso quando entrò nel Giardino Inglese a Monaco, dove prese una pistola perlata che le aveva dato Hitler per protezione e si sparò alla testa. Il proiettile entrò dalla tempia e rimase conficcato nella parte posteriore del cranio, ma incredibilmente non la uccise sul colpo, causandole un coma temporaneo. Unity sopravvisse al tentativo di suicidio e fu ricoverata in ospedale a Monaco, dove Hitler la visitava spesso. Pagò i suoi conti e organizzò il suo ritorno a casa.

### Ritorno in Gran Bretagna
Nel dicembre 1939, Unity fu trasferita in un ospedale di Berna, dove sua madre e la sorella più giovane, Deborah, andarono a prenderla.
Dichiarando di non ricordare nulla dell'incidente, Unity tornò in Inghilterra con sua madre e sua sorella nel gennaio del 1940 tra un turbinio di interesse per la stampa. A causa dell'intervento del ministro John Anderson, per volere del padre, è stata lasciata a vivere i suoi giorni con la madre nella casa di famiglia a Swinbrook, nell'Oxfordshire. La grave lesione cerebrale le alterò la personalità per sempre. La sua età mentale è stata paragonata a quella di una bambina di 10 anni, o di un bambino sofisticato, come James Lees-Milne l'ha chiamata. Aveva la tendenza a parlare incessantemente, aveva difficoltà a concentrarsi e mostrava un appetito insolitamente grande, senza mostrare un po' di educazione.
Dal 1943 trascorse anche lunghi periodi a Hillmorton, nel Warwickshire, con il vicario locale e la sua famiglia. Le sue condizioni si stabilizzarono col tempo, e si dice guidasse l'automobile, sebbene permanessero problemi di memoria e apatia.
Fino all'11 settembre 1941, si dice che Unity abbia avuto una relazione con il pilota della RAF John Andrews, un pilota collaudatore, che era di stanza presso la vicina RAF Brize Norton.

### Morte
La sua salute peggiorò durante una visita all'isola di Inch Kenneth e fu portata all'ospedale di Oban. I medici avevano deciso che era troppo pericoloso rimuovere il proiettile nella sua testa, confermando il parere dei chirurghi tedeschi che l'avevano soccorsa.
Il 28 maggio 1948, a 33 anni, Unity Mitford morì di meningite causata dal gonfiore cerebrale attorno al proiettile. Fu sepolta nel cimitero di Swinbrook.

## Ascendenza
|                                              |                      |                                 | Genitori                                   |  |  | Nonni |  |  | Bisnonni              |  |  | Trisnonni     |  |
|                                              |                      |                                 |                                            |  |  |       |  |  | Henry Reveley Mitford |  |  | Henry Mitford |  |
|                                              |                      |                                 |                                            |  |  |       |  |  | Henry Reveley Mitford |  |  | Henry Mitford |  |
|                                              |                      | Mary Anstruther                 |                                            |  |  |       |  |  | Henry Reveley Mitford |  |  |               |  |
| Algernon Freeman-Mitford, I barone Redesdale |                      |                                 |                                            |  |  |       |  |  | Henry Reveley Mitford |  |  |               |  |
|                                              |                      | Georgiana Ashburnham            | George Ashburnham, III conte di Ashburnham |  |  |       |  |  |                       |  |  |               |  |
|                                              |                      | Georgiana Ashburnham            | George Ashburnham, III conte di Ashburnham |  |  |       |  |  |                       |  |  |               |  |
|                                              |                      | Georgiana Ashburnham            | Charlotte Percy                            |  |  |       |  |  |                       |  |  |               |  |
| David Freeman-Mitford, II barone Redesdale   |                      | Georgiana Ashburnham            |                                            |  |  |       |  |  |                       |  |  |               |  |
|                                              |                      | David Ogilvy, X conte di Airlie | David Ogilvy, IX conte di Airlie           |  |  |       |  |  |                       |  |  |               |  |
|                                              |                      | David Ogilvy, X conte di Airlie | David Ogilvy, IX conte di Airlie           |  |  |       |  |  |                       |  |  |               |  |
|                                              |                      | David Ogilvy, X conte di Airlie | Clementina Drummond                        |  |  |       |  |  |                       |  |  |               |  |
| Clementina Ogilvy                            |                      | David Ogilvy, X conte di Airlie |                                            |  |  |       |  |  |                       |  |  |               |  |
|                                              |                      | Henrietta Stanley               | Edward Stanley, II barone di Alderley      |  |  |       |  |  |                       |  |  |               |  |
|                                              |                      | Henrietta Stanley               | Edward Stanley, II barone di Alderley      |  |  |       |  |  |                       |  |  |               |  |
|                                              |                      | Henrietta Stanley               | Henrietta Maria Dillon-Lee                 |  |  |       |  |  |                       |  |  |               |  |
| Unity Freeman-Mitford                        |                      | Henrietta Stanley               |                                            |  |  |       |  |  |                       |  |  |               |  |
|                                              | Thomas Milner Gibson | Thomas Gibson                   |                                            |  |  |       |  |  |                       |  |  |               |  |
|                                              | Thomas Milner Gibson | Thomas Gibson                   |                                            |  |  |       |  |  |                       |  |  |               |  |
|                                              | Thomas Milner Gibson | Isabella Glover                 |                                            |  |  |       |  |  |                       |  |  |               |  |
| Thomas Gibson Bowles                         | Thomas Milner Gibson |                                 |                                            |  |  |       |  |  |                       |  |  |               |  |
|                                              |                      | Susannah Bowles                 | William Bowles                             |  |  |       |  |  |                       |  |  |               |  |
|                                              |                      | Susannah Bowles                 | William Bowles                             |  |  |       |  |  |                       |  |  |               |  |
|                                              |                      | Susannah Bowles                 | Mary Ann Dawes                             |  |  |       |  |  |                       |  |  |               |  |
| Sydney Bowles                                |                      | Susannah Bowles                 |                                            |  |  |       |  |  |                       |  |  |               |  |
|                                              |                      | Charles Evans-Gordon            | George Evans-Gordon                        |  |  |       |  |  |                       |  |  |               |  |
|                                              |                      | Charles Evans-Gordon            | George Evans-Gordon                        |  |  |       |  |  |                       |  |  |               |  |
|                                              |                      | Charles Evans-Gordon            | Frances Spalding                           |  |  |       |  |  |                       |  |  |               |  |
| Jessica Evans-Gordon                         |                      | Charles Evans-Gordon            |                                            |  |  |       |  |  |                       |  |  |               |  |
|                                              |                      | Catherine Rose                  | Alexander Rose                             |  |  |       |  |  |                       |  |  |               |  |
|                                              |                      | Catherine Rose                  | Alexander Rose                             |  |  |       |  |  |                       |  |  |               |  |
|                                              |                      | Catherine Rose                  | Janet McIntosh                             |  |  |       |  |  |                       |  |  |               |  |
|                                              |                      | Catherine Rose                  |                                            |  |  |       |  |  |                       |  |  |               |  |